# Artelida asperata
Artelida asperata är en skalbaggsart som beskrevs av Waterhouse 1880. Artelida asperata ingår i släktet Artelida och familjen långhorningar.
Artens utbredningsområde är Madagaskar. Inga underarter finns listade.